# Erinoma (mjesec)
Erinoma (također Jupiter XXV) je prirodni satelit planeta Jupiter, iz grupe Carme. Retrogradni nepravilni satelit s oko 3.2 kilometra u promjeru i orbitalnim periodom od 711.965 dana.